# Helmut Werner (matemático)
Helmut Werner (Zwenkau, 22 de março de 1931 — 22 de novembro de 1985) foi um matemático alemão. Trabalhou com matemática numérica.
Estudou de 1949 a 1951 na Universidade de Leipzig e de 1951 a 1954 na Universidade de Göttingen, onde obteve um doutorado em 1956, orientado por Erhard Heinz e Carl Ludwig Siegel, com a tese Das Problem von Douglas für Flächen konstanter mittlerer Krümmung, após seu orientador inicial Franz Rellich ter morrido.

## Obras
- Vorlesung über Approximationstheorie, Springer 1966
- com Robert Schaback: Numerische Mathematik, 4ª edição, Springer 1992